# East Wall
East Wall (gaèlic irlandès An Port Thoir) és una àrea del Northside de Dublín, a la República d'Irlanda.

## Localització
East Wall fa frontera amb el North Strand Road a l'oest, amb North Wall i el Royal Canal al sud, i amb East Wall Road (Dublín) al nord fins que la recuperació de terres va ampliar aquesta part. Està vinculat a Ringsend pel pont East-Link; éstà lligat a Fairview pel pont d'Annesley.
East Wall també té una terminal del túnel del port de Dublín.

## Desenvolupament
East Wall data de finals del segle xviii de l'època de la construcció del Mur del Nord (North Wall). A causa de la construcció del Canal Reial, al segle xix i la posterior infraestructura local del port East Wall està delimitada per les línies ferroviàries, el Royal Canal, el riu Tolka, el riu Liffey i el port de Dublín (el Mar d'Irlanda) resultant una àrea fàcilment identificable geogràficament en quedar separat de la gran ciutat que l'envolta. (Referència: DDA, 2004) 
Originalment era un barri de classe obrera que es desenvolupà ràpidament amb molta gent a la recerca d'ocupació al Port de Dublín, a l'àrea del costat, a prop del centre de la ciutat, amb l'addició del Centre Internacional de Serveis Financers, la major part en el veí North Wall, i East Point Business Park en terrenys guanyats al mar que s'estén a East Wall.

## Serveis
A part de la zona de negocis, East Wall és principalment un barri residencial, té uns 1.500 habitatges amb una població d'aproximadament 3.500 persones. La zona compta amb els serveis de botigues, una església catòlica, un centre comunitari, una escola primària i facilitats recreatives (parcs, mar i platja) a poca distància.

## Personatges
- Sean O'Casey, dramaturg, va créixer a East Wall.
- Maureen O'Sullivan, TD independent.
- Liam Cunningham, actor